# 13-я горнопехотная дивизия СС «Ханджар» (1-я хорватская)
13-я го́рнопехотная диви́зия СС «Ханджа́р» (нем. 13. Waffen-Gebirgs-Division der SS „Handschar“ (kroatische Nr. 1)) — соединение войск СС, сформированное на территории Независимого государства Хорватия в 1943 году преимущественно из боснийцев-мусульман, а также хорватов, фольксдойче и немецких командирских кадров.
Дивизия «Ханджар» была самой многочисленной из дивизий войск СС и насчитывала в своих рядах до 21 065 человек. Слово «ханджар» (босн. и хорв. Handžar) заимствовано из турецкого языка и в свою очередь восходит к арабскому («خنجر‎»), обозначает особый короткий меч — исторический национальный символ мусульманской Боснии. Солдаты дивизии носили круглые шапки-фески; в петлицах униформы изображалась рука, держащая под свастикой короткий меч-ятаган, или ханджар.

## Формирование
После падения Сараево 16 апреля 1941 года и захвата этого региона нацистской Германией в будущих Югославских республиках Хорватия, Босния и Герцеговина и некоторых частях Сербии было создано марионеточное государство-сателлит Германии Независимое государство Хорватия. Правителем этого государства стал лидер усташей Анте Павелич.
6 июля 1941 года Министр культуры и образования правительства Павелича Миле Будак объявил, что усташи признали боснийских мусульман частью НГХ. Последовал приказ Павелича о строительстве мечети, призванной укрепить положение мусульман в государстве.
Джордж Лепре писал:
…Гиммлер надеялся восстановить то, что он называл „традицией старой Австрии“ путём восстановления боснийского режима бывшей австро-венгерской армии в виде боснийско-хорватской дивизии СС. Собранная однажды, эта дивизия должна была уничтожить партизан Тито, проводивших свои операции и акции на северо-востоке Боснии, несмотря на установленный в регионе режим и порядки… …основной целью Гиммлера была не безопасность и равноправие мусульманского населения страны, но благополучие этнических немцев, проживавших к северу от Срема. Гиммлер: „…Я уверен, что зона южнее Срема будет освобождена … Боснийской дивизией … так что мы можем, по крайней мере, восстановить частичный порядок в этом нелепом (хорватском) государстве“.
Зимой 1942 года рейхсфюрер Генрих Гиммлер и генерал СС Готтлоб Бергер провели встречу с Гитлером, на которой выступили с предложением о формировании боснийско-хорватской дивизии СС.
Формально Гитлер одобрил проект создания дивизии 10 февраля 1943 года, и обергруппенфюреру СС Артуру Флепсу, немцу, родившемуся в Трансильвании и ранее служившему в румынской армии, было поручено сформировать такую дивизию.
Немецким командованием был приглашён великий муфтий Иерусалима Амин аль-Хусейни. Он помог сформировать 13-ю горнопехотную дивизию СС «Ханджар» из мусульман-боснийцев
Боснийское мусульманское духовенство ещё в 1941 году издало три декларации (Сараевская, Мостарская и Банья-Лукская), которые осуждали меры, предпринимаемые хорватскими коллаборационистскими силами против еврейского и сербского населения.
За всё время существования максимальная численность дивизии достигала 26 тысяч бойцов.

## История
Использовалась в операциях против югославских партизан и для захвата и уничтожения евреев, цыган и сербов в Независимом государстве Хорватия в 1944 году.
Поскольку большинство бойцов дивизии (60 %) были мусульмане, то из их рациона была исключена свинина и им было позволено читать пятикратный намаз. В дивизию также набирались хорваты-католики и этнические немцы Югославии.
Переподготовка дивизии была произведена осенью 1943 года, когда внутри формирования был зафиксирован бунт — единственный внутренний бунт в дивизии СС за всю историю этих соединений. Так дивизия прославилась единственным в истории СС мятежом против рейха.
Направленный для прохождения службы в соединение немецкий командный состав под командованием бригадефюрера СС Хампеля проводил подготовку новобранцев достаточно жёстко, без учёта их религиозных и национальных особенностей. Имели место многочисленные случаи рукоприкладства. В результате в дивизии вспыхнул единственный мятеж во всех германских вооружённых силах за всю войну, исключая заговор 20 июля. Главным инициатором бунта был Ферид Джанич. Бунт был подавлен с помощью военной силы, зачинщики расстреляны, а дивизия вскоре возвращена на Балканы и задействована в боях с партизанами Иосипа Броз Тито.
К 1944 году большинство солдат и офицеров дивизии перешло на сторону югославских партизан. Дивизия «Ханджар» была вовлечена в «самые отвратительные зверства по отношению к сербскому населению».
С декабря 1944 года в боях в Венгрии против Красной Армии практически разгромлена. В мае 1945 года остатки дивизии отступили в южную Австрию, сдались в плен британским войскам.

### Судебное преследование членов соединения
- Группенфюрер СС Карл Густав Зауберцвейг покончил жизнь самоубийством 20 октября 1946 года, и потому не был выдан коммунистической Югославии. Оберштурмфюрер СС имам Халим Малкоч был повешен в г. Бихач (Босния) 7 марта 1947 года.
- С 22 по 30 августа 1947 года бывшие военнослужащие дивизии предстали перед военным судом в Сараеве. Несмотря на то, что на суде рассматривались обвинения в убийстве около 5000 человек, только семи из 38 подследственных были предъявлены обвинения в конкретных преступлениях. Среди них 18 были младшими офицерами, 1 старший офицер и 2 гражданских лиц. Все 38 мужчин были признаны виновными, 10 из них были приговорены к смертной казни, остальные — к длительным срокам тюремного заключения.
- Почти все отбывавшие заключение, кроме одного, умершего за время заключения, были досрочно освобождены в 1952 году, после конфликта Тито со Сталиным. Бригадефюрер СС Д. Хампель пережил послевоенные годы, не представ перед судом, и умер в 1981 году в Австрии.

## Организация

### Переименования за историю существования
- Kroatische-SS-Freiwilligen-Division
- Kroatische SS-Freiwilligen-Gebirgs-Division
- 13. SS-Freiwilligen-bosn.herzogow. Gebirgs-Division (Kroatien)
- 13. Waffen-Gebirgs-Division der SS Handschar (kroatische Nr. 1)

### Состав дивизии
- 27-й добровольческий горнопехотный полк СС (Waffen-Gebirgs-Jäger-Regiment der SS 27)
- 28-й добровольческий горнопехотный полк СС (Waffen-Gebirgs-Jäger-Regiment der SS 28)
- 13-й добровольческий артиллерийский полк СС (SS-Waffen-Artillerie-Regiment 13)
- Хорватский танковый батальон СС (Kroatische SS-Panzer-Abteilung)
- противотанковый батальон (SS-Gebirgs-Panzerjäger-Abteilung 13)
- кавалерийский батальон (Kroatische SS-Kavallerie-Abteilung)
- зенитный батальон (SS-Flak-Abteilung 13)
- батальон связи (SS-Gebirgs-Nachrichten-Abteilung 13)
- разведывательный батальон (SS-Gebirgs-Aufklärungs-Abteilung 13)
  - танковый разведвзвод (SS-Panzer-Aufklärungszug)
- велосипедный батальон (Kroatisches SS-Radfahr-Bataillon)
- сапёрный батальон (SS-Gebirgs-Pionier-Bataillon 13)
- мотоциклетный батальон (Kroatisches SS-Kradschützen-Bataillon)
- Отряд снабжения СС (SS-Divisions-Nachschubtruppen)
- 13-е санитарное подразделение (SS-Sanitätsabteilung 13)
  - 13-я горная ветеринарная рота (SS-Gebirgs-Veterinär-Kompanie 13)

## Командиры
- 1 апреля — 9 августа 1943 — штандартенфюрер СС Херберт фон Обвурцер
- 9 августа 1943 — 1 июня — 1944 бригадефюрер СС Карл Густав Зауберцвейг
- 1 июня 1944 — 8 мая 1945 — бригадефюрер СС Дезидериус Хампель

## Награждённые Рыцарским крестом Железного креста

### Рыцарский Крест Железного креста (5)
- Гельмут Кинц — 3 мая 1945 — гауптштурмфюрер СС, командир 13-го разведывательного батальона СС.
- Карл Ликке — 3 мая 1945 — штурмбаннфюрер СС, командир 27-го горнопехотного полка СС.
- Дезидериус Хампель — 3 мая 1945 — бригадефюрер СС, командир дивизии СС.
- Ганс Ханке — 3 мая 1945 — оберштурмбаннфюрер СС, командир 28-го горнопехотного полка СС.
- Альберт Штенведель — 3 мая 1945 — штурмбаннфюрер СС, командир 2-го батальона 27-го горнопехотного полка СС.

## Иллюстрации
- Юг Франции. Солдаты в процессе политического обучения читают брошюру «Ислам и иудаизм», лето 1943
- Муфтию Иерусалима показывают огневую подготовку молодых новобранцев дивизии
- Солдаты дивизии в горах, май 1944
- Муфтий Иерусалима в окружении боснийских добровольцев войск СС, ноябрь 1943 г.; солдат дивизии показывает ему винтовку
- Муфтий Иерусалима во время встречи с боснийскими волонтерами войск СС. Муфтий вскинул руку в нацистском приветствии
- Военная подготовка В Нойхаммере/Силезии. Мухаммед Амин аль-Хусейни (в центре) и командир дивизии, бригадефюрер и генерал-майор СС Карл-Густав Зауберцвейг